# Обучение по хранене
Обучение по хранене e която и да е комбинация за образователни стратегии, акомпанирани при определени условия на околната среда, които имат за цел да улеснят приемането на определени избори за храна и хранене, и свързаните с храненето поведения, които са благоприятни за здравето и благополучието. Обучение по хранене е предоставяно по различни пътища и включва различни активности на индивидуално, общностно ниво, както и като определени политики в областта .
Тази дефиниция е възприета от Обществото за образование по хранене и поведение на храненето - Society for Nutrition Education and Behavior и неин автор е д-р Айзъбел Контенто, който е водещ авторитет в областта. Работата на обучаващите в областта е част от училища, колежи и университети, правителствени агенции, общностни събирания и дейности, и други.
Правителствени агенции, които включват обучение по храненето в техни програми:
- ((en)) Да вървим напред - Let's Move Архив на оригинала от 2011-06-15 в Wayback Machine., стартирана от Мишел Обама февруари 2010, чрез ((en)) Предизвикателство за по-здравословни училища в САЩ - Healthier US School Challenge Архив на оригинала от 2011-01-01 в Wayback Machine.;
- ((en)) USDA хранителна услуга - Food and Nutrition Service Архив на оригинала от 2013-03-28 в Wayback Machine., която предлага образователни материали в областта на храненето за деца и възрастни участници в програмата ((en)) Програма за допълнително подпомагане за хранене - Supplemental Nutrition Assistance Program Архив на оригинала от 2013-02-19 в Wayback Machine. (SNAP);
- Американски национален институт по храните и земеделието – USDA National Institute of Food and Agriculture, чрез ((en)) кооперативна програма Архив на оригинала от 2013-06-12 в Wayback Machine.;
- ((en)) Десет съвета от образователни съвети за хранене Архив на оригинала от 2010-12-28 в Wayback Machine..

## Допълнителни публикации
((en)) Списание за образование по хранене и поведение при храненето - Journal for Nutrition Education and Behavior, официално списание на ((en)) Обществото за хранително обучение и поведение на хранене - Society for Nutrition Education and Behavior, публикуващо документи и оригинални изследвания, нововъзникващи проблеми и практики, свързани с областта на хранителното обучение и поведение на хранетето по света.